# Heterophrictus
Heterophrictus là một chi nhện trong họ Theraphosidae. 

## Các loài
Chi này được ghi nhận có 4 loài. Tất cả đều được tìm thấy ở Ấn Độ:
- Heterophrictus aareyensis Mirza & Sanap, 2014
- Heterophrictus blatteri (Gravely, 1935)
- Heterophrictus milleti Pocock, 1900
- Heterophrictus raveni Mirza & Sanap, 2014